# Elecciones generales de Bahamas de 1987
Elecciones generales tuvieron lugar en las Bahamas el 19 de junio de 1987. El resultado fue una victoria  para el Partido Liberal Progresista, el cual ganó 31 de los 49 escaños. La participación electoral fue de 87,9%.

## Resultados
| Partido                     | Votos | %    | Escaños | +/-   |
| --------------------------- | ----- | ---- | ------- | ----- |
| Partido Liberal Progresista | 48339 | 53,5 | 31      | -1    |
| Movimiento Nacional Libre   | 39009 | 43,2 | 16      | +5    |
| Partido Laborista           | 112   | 0,1  | 0       | Nuevo |
| Independientes              | 2820  | 3,1  | 2       | +2    |
| Votos blancos/nulos         |       | -    | -       | -     |
| Total                       | 90280 | 100  | 49      | +6    |
| Fuente: Nohlen              |       |      |         |       |